# Jordi Gamito i Baus
Jordi Gamito Baus (Platja d'Aro, 20 de desembre de 1981) és un esportista platjarenc, corredor de muntanya especialitzat en llarga distància, ultra-trail, que compagina la seva carrera esportiva amb la professió de paleta. Ha practicat el futbol, el motocross i l'art marcial tailandès del muay thai. Va viure durant uns mesos en un gimnàs tailandès preparant-se per lluitar al Lumpinne Boxing Stadium. A partir de llavors va dedicar-se al món de les curses de muntanya.
D'entre els seus millors resultats es troben el 2015 el 5è lloc a la Vibram Hong Kong 100 de l'Ultra Trail World Tour, 11è a la Transgrancanaria, 13è a la Ultra Trail del Montblanc i 6è a La Diagonale des Fous - Reunión. El 2016, el 6è lloc a la Vibram Hong Kong 100, 10é lloc de la Transgrancanaria Sport HG, 9a posició a l'Ultra Trail Australia 100, 3r lloc a Eiger Ultra Trail (Grindelwald, Suïssa) i el 5è lloc en el TDS du Montblanc. El 2018 va fer podi a l'Ultra Trail del Montblanc i a l'Ultra Trail World Tour. El 2023 va guanyar la Grossglockner Ultra-Trail, una cursa de 110 km, amb un desnivell positiu de 6.500 metres, al voltant de la muntanya més alta d'Àustria, el Grossglockner.